# Конверзија мерних јединица
Конверзија мерних јединица је поступак конверзије различитих истородних мерних јединица истог квантитета коришћењем, најчешће мултипликативних конверзионих фактора.
| Конверзија мерних јединица Основне јединице | Конверзија мерних јединица Основне јединице | Конверзија мерних јединица Основне јединице | Конверзија мерних јединица Основне јединице |
| Дужина                                      | Дужина                                      | Дужина                                      | Дужина                                      |
| Јединица                                    | Симбол                                      | СИ Еквивалент                               | СИ Јединица                                 |
| ------------------------------------------- | ------------------------------------------- | ------------------------------------------- | ------------------------------------------- |
| Ангстрем                                    | Å                                           | 0,1                                         | nm                                          |
| астрономска јединица (au)                   | a. u.                                       | 149 597 870,691 ± 0,030                     | km                                          |
| Бохров радијус                              | a0                                          | 5,291 77 × 10−11 m                          | m                                           |
| ферми                                       | fm                                          | 1                                           | fm                                          |
| јард                                        | yd                                          | 0,914                                       | m                                           |
| микрон                                      | μ                                           | 1                                           | μm                                          |
| миља                                        | -                                           | 1,609                                       | km                                          |
| наутичка миља                               | -                                           | 1,852                                       | km                                          |
| палац                                       | in                                          | 2,54                                        | cm                                          |
| парсек                                      | pc                                          | 30857                                       | Tm                                          |
| стопа                                       | ft                                          | 0,3048                                      | m                                           |
| светлосна година                            | ly                                          | 9,461x1015                                  | m                                           |

| Површина            | Површина | Површина      | Површина    |
| Јединица            | Симбол   | СИ Еквивалент | СИ Јединица |
| ------------------- | -------- | ------------- | ----------- |
| acre                | -        | 0,405         | ha          |
| ар                  | a        | 100           | m²          |
| барн                | b        | 100           | fm²         |
| хектар              | ha       | 1             | hm²         |
| квадратна миља      | sq mi    | 2,59          | km²         |
| квадратни километар | km²      | 106           | m²          |
| квадратни палац     | sq in    | 6,452         | cm²         |

| Запремина                      | Запремина | Запремина     | Запремина   |
| Јединица                       | Симбол    | СИ еквивалент | СИ јединица |
| ------------------------------ | --------- | ------------- | ----------- |
| галон (gallon, am.)            | gal       | 3,785         | dm³         |
| галон (gallon, ang.)           | gal       | 4,546         | dm³         |
| кубна стопа (cubic foot, ang.) | cu ft     | 0,028         | m³          |
| кубни јард (cubic yard, ang.)  | cu yd     | 0,765         | m³          |
| кубни палац (cubic inch, ang.) | cu in     | 16,387        | cm³         |
| литар                          | l         | 1             | dm³         |

| Маса                            | Маса   | Маса          | Маса        |
| Јединица                        | Симбол | СИ еквивалент | СИ јединица |
| ------------------------------- | ------ | ------------- | ----------- |
| јединица атомске масе           | u.     | 1,661x10-27   | kg          |
| фунта (pound, ang.)             | lb     | 0,454         | kg          |
| карат                           | -      | 0,2           | g           |
| тона                            | t      | 1000          | kg          |
| унца (avoirdupois, ounce, ang.) | oz     | 28,349        | g           |
| унца (troy, ounce, ang.)        | -      | 31,103        | g           |

| Брзина    | Брзина | Брзина          | Брзина      |
| Јединица  | Симбол | СИ еквивалент   | СИ јединица |
| --------- | ------ | --------------- | ----------- |
| палац/мин | ipm    | 4,2333 × 10−4   | m/s         |
| палац/s   | ips    | 2,54 × 10−2     | m/s         |
| km/h      | km/h   | 2,777778 × 10−1 | m/s         |
| миља/h    | mph    | 0,44704         | m/s         |

| Енергија                  | Енергија | Енергија         | Енергија    |
| Јединица                  | Симбол   | СИ еквивалент    | СИ јединица |
| ------------------------- | -------- | ---------------- | ----------- |
| Електронволт              | eV       | 1,602176 × 10−19 | J           |
| Ридберг                   | Ry       | 2,179872 × 10−18 | J           |
| хартри                    | -        | 4,359744 × 10−18 | J           |
| атомска јединица енергије | au       | 4,359744 × 10−18 | J           |
| ерг                       | erg      | 10−7             | J           |
| калорија (15 °C)          | cal15 °C | 4,1855           | J           |
| калорија (termohemijska)  | calth    | 4,184            | J           |
| Btu (termohemijska)       | Btuth    | 1,054350         | kJ          |